# ヒッチコック/トリュフォー
『ヒッチコック/トリュフォー』（原題：Hitchcock/Truffaut）は、2015年のフランス・アメリカ合作のドキュメンタリー映画。監督はケント・ジョーンズ。フランソワ・トリュフォーがアルフレッド・ヒッチコックについて綴った書籍『定本 映画術 ヒッチコック/トリュフォー』（Hitchcock/Truffaut）を題材にしている。
原作でトリュフォーは1962年にユニバーサル・スタジオのオフィスでヒッチコックに8日以上にもわたるインタビューを行っており、本作はその音声テープや写真と、ジェームズ・グレイ、マーティン・スコセッシ、ポール・シュレイダー、ウェス・アンダーソン、デヴィッド・フィンチャー、アルノー・デプレシャン、オリヴィエ・アサヤスといったヒッチコックを敬愛する10人の映画監督へのインタビューで展開する。
日本語字幕は原作の翻訳も手掛けた山田宏一が担当。
2015年、カンヌ映画祭で初めて上映され、同年トロント国際映画祭のドキュメンタリー部門でも上映された。

## キャスト
- アルフレッド・ヒッチコック
- フランソワ・トリュフォー
- ウェス・アンダーソン
- オリヴィエ・アサヤス
- ピーター・ボグダノヴィッチ
- アルノー・デプレシャン
- デヴィッド・フィンチャー
- ジェームズ・グレイ
- 黒沢清
- リチャード・リンクレイター
- ポール・シュレイダー
- マーティン・スコセッシ

## 評価
本作は批評家から絶賛を受けた。映画批評集積サイトのRotten Tomatoesには110件のレビューがあり、批評家支持率は95%、平均点は10点満点で7.7点となっている。サイト側による批評家の見解の要約は「今作は、映画人の若い世代にも豊かな恩恵を与えながら、映画人にとって不可欠な視点が描かれており、伝説への愛情ある巧みな賛辞を送っている」とした。また、Metacriticでは25件の批評に基づき加重平均値は79/100となっている。
エンターテインメント・ウィークリー誌のクリス・ナシャワティは今作にA-を与え、「最高の部分は、両人物の芸術に関する会話を、かなりフェティシズム的な詳細まで聞く機会を得られたこと」と述べた。ローリング・ストーン誌のピーター・トラヴァースは4点中3.5点を付け、「唯一の問題は本作が80分と短すぎること」と述べた。 バラエティ誌のピーター・デブルージュは「気軽で分かりやすくも聡明な作品」と述べた。ハリウッド・リポーター誌のトッド・マッカーシーは「映画製作者についての映画が歓迎されるところなら、どこでもこの映画は最高峰になるだろう」と述べた。
第38回デンバー映画祭では、Maysles Brothers Award for Best Documentary Filmを受賞した。